# Référendums de 2021 au Colorado
Trois référendums ont lieu le 2 novembre 2021 au Colorado.